# Trygve Smith
Trygve Smith (15 aprile 1892 – 1º aprile 1963) è stato un calciatore norvegese, di ruolo attaccante.

## Carriera

### Club
Smith giocò con la maglia del Frigg.

### Nazionale
Conta una presenza per la Norvegia. Il 7 ottobre 1917, infatti, fu in campo nella sconfitta per 12-0 contro la Danimarca.

## Palmarès

### Club

#### Competizioni nazionali
- Coppa di Norvegia: 3

Frigg: 1914, 1916, 1921